# Kurdy Malloy en mama Olga
Kurdy Malloy en mama Olga is het vijfendertigste stripalbum uit de stripreeks Jeremiah. Het album is geschreven en getekend door Hermann Huppen. Anno 2018 is er van dit album een druk verschenen, namelijk bij uitgeverij Dupuis in de collectie Spotlight, in 2017.

## Inhoud
Deze aflevering gaat alleen over Kurdy. Het speelt zich af voor de ontmoeting tussen beide vrienden. Kurdy is 17 jaar oud en zijn omzwervingen leiden hem naar de hut van Mama Olga, een te dikke boerin die alleen woont met haar muilezel, Esra. Hij zoekt een vriend, Chorizo  die in een heropvoedingskamp vast zit. Om er binnen te geraken moet hij de hulp aanvaarden van Mama Olga. Zij misbruikt hem als drugskoerier naar het kamp.